# École nationale d'administration publique (Pologne)
Pour les articles homonymes, voir École nationale d'administration publique.
L’École nationale d'Administration publique (en polonais Krajowa Szkoła Administracji Publicznej, KSAP) est un établissement public polonais d'enseignement supérieur post-universitaire et de formation professionnelle continue créé en 1991.

## Formations
La scolarité de vingt mois, inspirée du fonctionnement de l'ENA française est accessible sur concours à des candidats :
- âgés de 32 ans au maximum,
- titulaires d'un diplôme d'études supérieures (magister),
- connaissant bien l'une des langues suivantes : français, allemand ou anglais.

Les anciens élèves sont ensuite tenus à l'obligation de servir 5 ans dans la Fonction publique.
L'école organise également des cours et des sessions de formation continue pour les fonctionnaires en activité.
Dans le cadre de la coopération avec l'Organisation internationale de la francophonie, l'Ambassade de France à Varsovie, la Délégation Wallonie-Bruxelles et l'École nationale d'administration, la KSAP a su développer au fil des années un programme de soutien à la langue française et aux formations délivrées en français aux fonctionnaires polonais.

## Promotions
Sur le modèle de l'ENA, les promotions (à partir de la deuxième) ont reçu un nom de baptême :
1. 1991-1992 - Première promotion
2. 1992-1994 – Pro publico bono
3. 1993-1995 – Państwo prawa
4. 1994-1996 – Sapere aude
5. 1995-1997 – Rzeczpospolita
6. 1996-1998 – Pro republica emendanda
7. 1997-1999 – Eugeniusz Kwiatkowski
8. 1998-2000 – Robert Schuman
9. 1999-2001 – Ignacy Paderewski
10. 2000-2002 – Viribus unitis
11. 2001-2003 – Władysław Grabski
12. 2002-2004 – Jan Zamoyski
13. 2003-2005 – Jerzy Giedroyć
14. 2004-2006 – Jan Nowak-Jeziorański
15. 2005-2007 – Stefan Starzyński
16. 2006-2008 – Stanisław Staszic
17. 2007-2009 – Andrzej Frycz Modrzewski
18. 2008-2010 – Bronisław Geremek
19. 2009-2010 – Królowa Jadwiga (Reine Hedwige)
20. 2009-2011/2 – Józef Piłsudski
21. 2010-2011/1 – Stanisław Konarski
22. 2010-2012/2 – Ryszard Kaczorowski
23. 2011-2012/1 – Polskie Państwo Podziemne (État polonais clandestin)
24. 2012-2014 - Wiesław Chrzanowski (pl)
25. 2013-2015 - Amor Patriae Nostra Lex
26. 2014-2016 - Tadeusz Mazowiecki
27. 2015-2017 - Jan Karski
28. 2016–2018 – Tadeusz Kościuszko
29. 2017–2019 – Polonia Restituta
30. 2018-2020 –

## Directeurs
- Maria Gintowt-Jankowicz (pl) 1991-2006
- Józefa Hrynkiewicz (pl) 2006-2008
- Jacek Czaputowicz 2008- 2012
- Jan Pastwa (pl) 2012-2016
- Wojciech Federczyk (pl) 2016-